# Bretignolles-sur-Mer
Bretignolles-sur-Mer é uma comuna francesa na região administrativa da Pays de la Loire, no departamento de Vendéia. Estende-se por uma área de 27,32 km². Em 2010 a comuna tinha 4 953 habitantes (densidade: 181,3 hab./km²).